# Marpissa formosa
Marpissa formosa là một loài nhện trong họ Salticidae.
Loài này thuộc chi Marpissa. Marpissa formosa được Richard C. Banks miêu tả năm 1892.